# Kanton Montmélian
Kanton Montmélian is een kanton van het Franse departement Savoie. Kanton Montmélian maakt deel uit van het arrondissement Chambéry en telt 24.887 inwoners in 2018.

## Gemeenten
Het kanton Montmélian omvatte tot 2014 de volgende 15 gemeenten:
- Apremont
- Arbin
- La Chavanne
- Chignin
- Francin
- Laissaud
- Les Marches
- Les Mollettes
- Montmélian (hoofdplaats)
- Myans
- Planaise
- Sainte-Hélène-du-Lac
- Saint-Pierre-de-Soucy
- Villard-d'Héry
- Villaroux

Na:
- De herindeling van de kantons bij decreet van 27 februari 2014, met uitwerking 22 maart 2015, waarbij het opgeheven kanton La Rochette bij het kanton Montmélian werd gevoegd,
- De samenvoeging op 1 januari 2016 van de gemeenten Francin en Les Marches tot de fusiegemeente (commune nouvelle) Porte-de-Savoie,
- De samenvoeging op 1 januari 2019 van de gemeenten Étable en La Rochette tot de fusiegemeente (commune nouvelle)

omvat het kanton volgende 27 gemeenten:
- Apremont
- Arbin
- Arvillard
- Bourget-en-Huile
- La Chapelle-Blanche
- La Chavanne
- Chignin
- La Croix-de-la-Rochette
- Détrier
- Laissaud
- Les Mollettes
- Montmélian
- Myans
- Planaise
- Le Pontet
- Porte-de-Savoie
- Presle
- Rotherens
- Saint-Pierre-de-Soucy
- Sainte-Hélène-du-Lac
- La Table
- La Trinité
- Valgelon-La Rochette
- Le Verneil
- Villard-d'Héry
- Villard-Sallet
- Villaroux